# ライヴ・シーンズ・フロム・ニューヨーク
『ライヴ・シーンズ・フロム・ニューヨーク』(Live Scenes From New York) は、アメリカ合衆国のプログレッシブ・メタルバンド、ドリーム・シアターが2001年に発表したライブ・アルバム。
2000年8月30日にニューヨークのローズランド・ボールルーム (Roseland Ballroom) で行われたライブを収録している。

## 収録曲
- Disc 1

1. リグレッション - Regression
2. オーヴァーチュアー 1928 - Overture 1928
3. ストレンジ・デジャ・ヴ - Strange Déjà Vu
4. スルー・マイ・ワーズ - Through My Words
5. フェイタル・トラジディ - Fatal Tragedy
6. ビヨンド・ディス・ライフ - Beyond This Life
7. ジョン&テレサ ソロ・スポット - John & Theresa Solo Spot
8. スルー・ハー・アイズ - Through Her Eyes
9. ホーム - Home
10. ザ・ダンス・オブ・エタニティ - The Dance Of Eternity

- Disc 2

1. ワン・ラスト・タイム - One Last Time
2. ザ・スピリット・キャリーズ・オン - The Spirit Carries On
3. ファイナリー・フリー - Finally Free
4. メトロポリス - Metropolis Pt. 1
5. ザ・ミラー - The Mirror
6. ジャスト・レット・ミー・ブリーズ - Just Let Me Breathe
7. アシッド・レイン - Acid Rain
8. コート・イン・ア・ニュー・ミレニアム - Caught In A New Millennium
9. アナザー・デイ - Another Day
10. ジョーダン・ルーデス・キーボード・ソロ - Jordan Rudess' keyboard solo

- Disc 3

1. ア・マインド・ビサイド・イットセルフ ～ 1．エロトマニア -  A Mind Beside Itself I. Erotomania
2. 2. ヴォイシズ - II.Voice
3. 3. ザ・サイレント・マン - III. The Silent Man
4. ラーニング・トゥ・リヴ - Learning To Live
5. ア・チェンジ・オブ・シーズンズ - A Change Of Seasons

## 参加ミュージシャン
- ジェイムズ・ラブリエ：ボーカル
- ジョン・ペトルーシ：ギター
- ジョン・マイアング：ベース
- ジョーダン・ルーデス：キーボード
- マイク・ポートノイ：ドラムス